# Aradeo
Aradeo község (comune) Olaszország Puglia régiójában, Lecce megyében.

## Fekvése
A Salentói-félszigeten fekszik, 28 km-re Lecce városától, 6 km-re Galatinától és 12 km-re Gallipolitól.

## Története
A települést a Magna Graeciába érkező görög telepesek alapították. Neve valószínűleg a római Ara Dei-ből ered, melynek jelentése a termékenység istennője utalva a vidék gazdag mezőgazdasági potenciáljára. A középkor során a montefuscói grófok feuduma volt. Önálló községgé a 19. század elején vált, amikor a Nápolyi Királyságban felszámolták a feudalizmust.

## Népessége
A lakosság számának alakulása:

## Főbb látnivalói
- Santissima Annunziata-templom - a 18. században épült barokk stílusban egy korábbi, az 1400-as évek elején épített templom átépítésével.
- San Nicola di Myra-kápolna - a 16. században épült kis (mindössze hat méter hosszú) kápolna fő ékessége egy Szent Miklós festményével díszített szárnyasoltár.
- Palazzo Baronale Grasse - 16. században épült nemesi palota
- Palazzo Baronale Tre Masserie
- Palazzo Anghelè